# Апрельский путч
Апрельский путч — распространённое в современной латвийской историографии название событий, происходивших в Лиепае 16 апреля 1919 года, при которых в рамках борьбы за влияние в Латвии немецкое военное командование (под руководством Рюдигера фон дер Гольца) сместило самопровозглашённое правительство Улманиса и сформировало новое правительство Оскара Борковского (до 9 мая 1919 года) и Андриевса (Андрея Константиновича) Ниедры (с 10 мая 1919 года по 29 июня 1919 года).

## История конфликта. Демарш Балодиса
Весной 1919 года центральная власть в Риге и в подавляющем большинстве латвийских городов де-факто принадлежало коммунистическому правительству Латвийской социалистической советской республики (председатель Пётр Иванович Стучка). В начале января 1919 года после успешного захвата Риги подразделениями латышских красных стрелков, которое спровоцировало восстание рабочих города, правительство Улманиса спешно эвакуировалось в Лиепаю. Немецкое военное командование планировало скорейшее наступление на Ригу ещё в марте 1919 года, но английские дипломаты не давали согласие на проведение этого наступления. По воспоминаниям начальника генерального штаба Латвийской армии Августа Эрнеста Мисиньша, в начале апреля с ним вступил в переговоры соратник и поверенный Яниса Балодиса Л. Болштейн, который потребовал, чтобы латвийское военное командование и Временное правительство Улманиса безоговорочно подчинилось главнокомандующему немецких вооружённых сил в Латвии Рюдигеру фон дер Гольцу, на что получил решительный отказ. Министр обороны Янис (Иван Петрович) Залитис сказал, что такое требование было бы равносильно измене Родине. С этого времени Янис Балодис отказался подчиняться приказам Временного правительства, принимая во внимание только приказы немецкого командования; таким образом, в рядах антикоммунистических сил произошёл очевидный раскол.

## Переворот 16 апреля. Смещение правительства Улманиса
Недовольство немецкими координаторами двойственной политикой Временного правительства Улманиса привело к тому, что 16 апреля 1919 года в Лиепае произошёл бескровный военный переворот, названный позже «апрельским путчем». Формальным поводом для путча было увеличение частотности мелких военных столкновений между немецкими и латышскими солдатами, воевавшими в составе Латвийской армии, в которых немецкое командование обвиняло латышскую сторону. Переворот был осуществлён в основном силами представителей остзейских фамилий, в частности, Гансом фон Цеге-Мантейфелем (ранее — одним из вдохновителей создания марионеточного Балтийского герцогства) при активном участии руководителя немецкого военного контингента Рюдигера фон дер Гольца. Началом путча можно считать отданный Мантейфелем приказ об аресте членов Временного правительства. Солдатам удалось арестовать Микелиса Вальтерса и министра снабжения Яниса Блумберга, а остальные министры — в том числе и Улманис — смогли укрыться на территории дипмиссии Великобритании. Через несколько дней Временное правительство перебралось на пароход «Саратов». Результатом этого путча стала изоляция Карлиса Улманиса под крылом английской разведывательной миссии. Гражданские пароход «Саратов» охраняли несколько британских военных судов, так что немецкое командование не решилось отдать приказ о захвате парохода. Последующие два месяца Временное правительство находилось в буквальном смысле на воде под защитой военных кораблей Антанты. Тем не менее, немецкие координаторы 26 апреля сформировали новое правительство, во главе которого встал сперва прокурор Оскар Борковский, а затем — латышский пастор, публицист, писатель Андриевс Ниедра, который пользовался широкой известностью среди латышей. Примечательно, что сам Ниедра до последнего момента даже не догадывался о своём назначении — он узнал о том, что станет главой нового правительства только 24 апреля, когда он явился в Туккум по приглашению начальника генерального штаба Балтийского ландесвера Альфреда Флетчера.

## Предложение А. П. Ливену
Весной 1919 года ещё до того, как немецкое командование сделало ставку на пастора Ниедру, предложение сформировать новое правительство, противопоставленное правительству Улманиса, поступило Анатолию Павловичу Ливену как авторитетному командиру с блестящим военным прошлым. Специально за Ливеном в Митаву был прислан аэроплан. Глава временного исполнительного комитета немецких фронтовых частей Штросструп предложил прибывшему в Лиепаю А. Ливену должность премьер-министра в новом пока ещё планируемом правительстве. Однако князь Ливен уклонился от этого предложения, отметив, что согласится, если заручится поддержкой полковника Яниса Балодиса, который, в свою очередь, также отклонил предложение, отметив, что он солдат, и его место на фронте, а не в кабинете министров. Известно, что Рюдигер фон дер Гольц возлагал большие надежды именно на А. П. Ливена как на руководителя правительства Латвии. Однако в условиях отказа князя выбор был сделан в пользу пастора Ниедры.

## Три правительства Латвии
В результате совершённого немецким военным командованием переворота сложилось несколько курьёзное положение: в период с апреля по июнь 1919 года в Латвии существовало два параллельно функционировавших Временных правительства. Одно, под руководством Карлиса Улманиса, зависимое от военно-дипломатических кругов Антанты, пребывало в открытом море на борту парохода «Саратов». Другое, возглавляемое сперва Оскаром Борковским, а затем Андриевсом Ниедрой, находилось в Лиепае — его деятельность курировали представители немецких вооружённых сил, остававшихся в Прибалтике по решению Компьенского мира и в соответствии с условиями договора, заключённого 29 декабря 1918 года между Временным правительством Улманиса и генеральным уполномоченным Германии по Прибалтике Августом Виннигом. Однако реальная власть почти на всей территории Латвии принадлежала советскому правительству Петра Стучки и военным подразделениям Красной армии, располагавшимся в Риге и контролировавшим почти всю территорию Латвии.

## Соотношение сил. Увеличение поддержки Улманиса
Карлису Улманису, изолированному на «Саратове», в этот момент формально подчинялась только одно вооружённое формирование — Северолатвийская бригада, которая была сформирована на тех участках Лифляндской губернии (Видземе), находившихся под контролем армии Эстонии, помогавшей правительству Улманиса бороться за власть. Правительство Ниедры могло опираться на военную мощь Балтийского ландесвера, Железной дивизии и тогда ещё Южнолатвийской дивизии, поддерживавшей немецкую политику в Прибалтике фактически до Цесисских боёв. Янис Балодис со своими армейскими частями также продолжил подчиняться ландесверу, не выразив протеста по поводу провозглашения нового пронемецкого правительства. С течением времени часть преимущественно антикоммунистически настроенного населения Латвии постепенно настраивалась против пронемецкого правительства Ниедры. На возрастающую антипатию к Ниедре влияла как пропагандистская работа верных Временному правительству журналистов, так и радикальное нежелание подавляющего большинства латышей возвращаться к временам остзейской гегемонии. Постепенное улучшение отношения к Временному правительству Улманиса, в частности, и со стороны латышских небогатых (безземельных и малоземельных) крестьян связывалось также с задержкой в осуществлении ряда важных земельных и социально-экономических реформ, которые планировало советское правительство Стучки. Так или иначе, грамотная стратегия создания положительного образа правительства Улманиса привела к тому, что для защиты правительства (чьи властные полномочия ограничивалась бортами парохода «Саратов») на пункты рекрутских сборов прибывали новые добровольцы, в то время как до путча 16 апреля большое число молодых латышей призывного возраста категорически отказывалось подчиняться условиям мобилизации. Например, ещё в конце декабря 1918 года в Лимбажи городская дума отказалась даже предоставлять помещение организатором армии Временного правительства для приёма и учёта добровольцев, а местные жители свидетельствовали, что в приёмный пункт по объявленной Улманисом мобилизации явился только один доброволец, который, узнав, что он единственный, сбежал. Однако с конца апреля ситуация стала меняться в пользу Карлиса Улманиса.

## Попытка создания военной директории
Не желая идти на откровенный разрыв с представителями военно-разведывательных учреждений стран Антанты в Лиепае, немецкие путчисты от имени политической организации Прибалтийско-немецкий национальный комитет («Baltisch-Deutsches Nationalausschuss») выступили 21 апреля 1919 года с заявлением «на опережение», в котором объявляли, что события 16 апреля произошли против их воли, и что единственным выходом из сложившейся ситуации является формирование военной директории. В её состав планировалось включить руководителя Лиепайского добровольческого стрелкового отряда русского полковника Анатолия Павловича Ливена латышского военачальника Яниса Балодиса, однако сам Ганс фон Мантейфель не предполагал своего членства в директории. Тем не менее Янис Балодис категорически отказался от участия в деятельности в новом верховном органе военного надзора над правительством Андриевса Ниедры, что стало первым симптомом намечающегося раскола между Балодисом и немецким командованием.

## Переговоры между Ниедрой, Улманисом и немецким командованием
27 апреля Андриевс Ниедра, прибывший в Лиепаю, потребовал Мантейфеля освободить содержащихся в заключении министров Вальтерса и Блумберга. Факт этих требований со стороны Андриевса Ниедры доказывает, что он не был безвольной марионеткой в руках немецких армейцев, а человеком, способным отстаивать свои интересы. Далее Ниедра вступил в переговоры с путчистами относительно возможности формирования нового правительства на основе компромисса между противоборствующими сторонами — немецким военным командованием и правительством Улманиса, находившегося под защитой дипломатов Антанты. Иными словами, А. Ниедра выступил в качестве посредника в переговорах. Члены директории настаивали на том, чтобы в составе нового правительства были в достаточном количестве представлены остзейцы как представители значимой в военно-экономическом плане части населения Латвии. В результате длительных и напряжённых переговоров конца апреля-начала мая 1919 года было выработано 7 пунктов, по которым немцы шли на определённые уступки. Вот эти пункты:
1) Немецкое командование признавало существование независимой Латвии;
2) Остзейцы отказывались от создания своего «военного государства» в государстве;
3) Они же признавали и обязались уважать экономические и имущественные права мелких землевладельцев, преимущественно этнических латышей;
4) Крупным, преимущественно немецким землевладельцам приходилось отдать часть своих владений на нужды государства с целью их планомерной эксплуатации (например, для лесозаготовок).
В свою очередь, немцам гарантировались: культурная автономия, равноправный статус немецкого языка в официальных учреждениях; два министерских поста в правительстве, а также должности трёх заместителей министров. Также по итогам предстоящих выборов в Учредительное собрание необходимо было создать такие условия, при которых мелкие землевладельцы получали бы дополнительные права перед безземельной крестьянской массой. Также особо оговаривалась немедленная отставка военного министра Яниса Залитиса. Немецкое руководство после некоторых дискуссий всё же согласилось принять условия, выдвинутые латышской стороной.

## Состав правительства Оскара Борковского
Де-факто первое путчистское правительство (кабинет Боровского-Брюммера) было сформировано 27 апреля 1919, однако оно официально приступило к исполнению своих обязанностей только 10 мая 1919 года после улаживания всех технических формальностей и после того, как пост премьер-министра занял А. Ниедра. Первоначально планировалось привлечь к деятельности правительства Ниедры министров из правительства Улманиса, в связи с чем с ними периодически проводились прямые или секретные переговоры, однако никто из членов кабинета министров Улманиса, скрывавшихся на «Саратове», не согласился открыто сотрудничать с организаторами апрельского путча. Руководитель американской военно-дипломатической миссии в Латвии Уорвик Грин также настаивал на том, чтобы в состав правительства Ниедры были включены 7-8 министров из Временного правительства Улманиса (всего предполагалось 12 министерских постов), но Улманис на «Саратове» решительно отвергал все предложения о сотрудничестве. Мантейфель и Гольц приняли решение включить в состав правительства представителей остзейских, латышских и еврейских политических сил. В результате исполняющим обязанности премьер-министра стал прокурор Оскар Борковский, а Андриевс Ниедра поначалу получил статус репрезентативной фигуры, поскольку большая часть латышей знала его как острого публициста и авторитетного писателя. Главой МИДа стал представитель прибалтийско-немецкого политического истеблишмента Хейнрих Карл Людвиг фон Брюммер (нем. Heinrich Karl Ludwig von Brümmer). Первоначально должность министра иностранных дел предложили Зигфриду Анне Мейеровицу, но тот, будучи ориентированным на Антанту, отклонил предложенный ему портфель. Министром юстиции стал Пауль Соколовский. Другими членами правительства были: министр земледелия Кришьян Слейнис, министр военного снабжения Георг (Юрий) Сесков, министр сообщения и труда Карлис Буркевич, министр народного просвещения Юлий Купч, министр торговли Вальтер Иршик, руководитель службы госконтроля Янис Арайс. Оборонной политикой правительства де-факто руководил глава всех немецких вооружённых сил в Латвии Рюдигер фон дер Гольц. Представители военного командования Северолатвийской дивизии отказались признавать новое правительство.

## Состав правительства Андриевса Ниедры
9 мая кабинет Борковского ушёл в отставку, и 10 мая был сформирован новый кабинет министров под руководством Андриевса (Андрея Константиновича) Ниедры. Вот его состав:
- Премьер-министр Андриевс Ниедра;
- Министр иностранных дел Хейнрих Карл Людвиг фон Брюммер;
- Министр внутренних дел Оскар Борковский;
- Министр финансов Юрий Сесков;
- Военный министр Теодор Ванкин;
- Министр юстиции Пауль Соколовский;
- и. о. министра земледелия Кришьян Слейнис (позже Янис Ансберг);
- Министр сообщения Карлис Буркевич;
- и. о. министра народного просвещения Юлий Купч;
- Министр торговли Янис (Иван) Шмидт;
- Министр продовольственного снабжения Андрей Красткалн;
- Министр государственной деятельности Я. Кампе.
- Госконтролёром в новом правительстве стал также Х. К. Л. фон Брюммер.

## Правительство Ниедры в Риге
22 мая отряды немецкого ландесвера, части Железной дивизии и военные подразделения русских белогвардейцев под командованием Анатолия Ливена (формально подчинявшиеся А. Ниедре) отвоевали Ригу, свергнув социалистическое правительство Стучки, после чего в Ригу также переехало и правительство Ниедры.
Кабинет министров Ниедры фактически просуществовал до 27 июня 1919 года, когда после Цесисских боёв правительство Улманиса прибыло в Ригу под надёжную защиту дипломатов Антанты. 29 июля 1919 года правительство Ниедры было распущено, и он, как и многие члены его правительства, уехал в Германию.